# Cantares del Subdesarrollo
Cantares del Subdesarrollo é o nono álbum solo do músico e cantor panamenho Rubén Blades lançado em 17 de agosto de 2009 pela Rubén Blades Productions. O álbum rendeu a Blades um Grammy Latino de Melhor Álbum de Cantor e Compositor. Segundo a contracapa do álbum Blades menciona que o trabalho é dedicado especialmente a Cuba.

## Faixas
Todas as faixas escritas e compostas por Rubén Blades. 
| N.º | Título                     | Duração |  |
| 1.  | "Las Calles"               | 3:35    |  |
| 2.  | "País Portátil"            | 3:33    |  |
| 3.  | "El Tartamudo"             | 5:32    |  |
| 4.  | "El Reto"                  | 3:43    |  |
| 5.  | "Olaya"                    | 3:05    |  |
| 6.  | "Segunda Mitad del Noveno" | 5:01    |  |
| 7.  | "Bendición"                | 3:44    |  |
| 8.  | "Moriré"                   | 3:45    |  |
| 9.  | "Símbolo"                  | 3:08    |  |
| 10. | "Himno de los Olvidados"   | 1:22    |  |
| 11. | "Símbolo [Versão Panamá]"  | 3:43    |  |